# Митра (лунный кратер)
Кратер Митра (лат. Mitra) — большой древний ударный кратер в северном полушарии обратной стороны Луны. Название присвоено в честь индийского физика Кумара Митры (1890—1963) и утверждено Международным астрономическим союзом в 1970 г. Образование кратера относится к донектарскому периоду.

## Описание кратера
Ближайшими соседями кратера Митра являются кратер Бредихин на западе; кратер Мах на востоке; кратер Хеньи на юге-юго-востоке и кратер Ремон на западе-юго-западе. Селенографические координаты центра кратера 17°46′ с. ш. 154°39′ з. д. / 17,76° с. ш. 154,65° з. д., диаметр 97,1 км, глубина 2,8 км.
Кратер Митра имеет циркулярную форму и значительно разрушен. Вал сглажен, перекрыт множеством кратеров различного размера и трудно различим на фоне окружающей местности. Немного южнее центра чаши располагается приметный небольшой кратер, севернее него расположена цепочка из нескольких кратеров ориентированная с востока на запад.

## Сателлитные кратеры
| Митра | Координаты                                              | Диаметр, км |
| ----- | ------------------------------------------------------- | ----------- |
| A     | 20°36′ с. ш. 154°09′ з. д. / 20,6° с. ш. 154,15° з. д.  | 45,6        |
| J     | 15°59′ с. ш. 153°04′ з. д. / 15,99° с. ш. 153,06° з. д. | 48,4        |
| Y     | 21°22′ с. ш. 155°16′ з. д. / 21,37° с. ш. 155,27° з. д. | 24,1        |

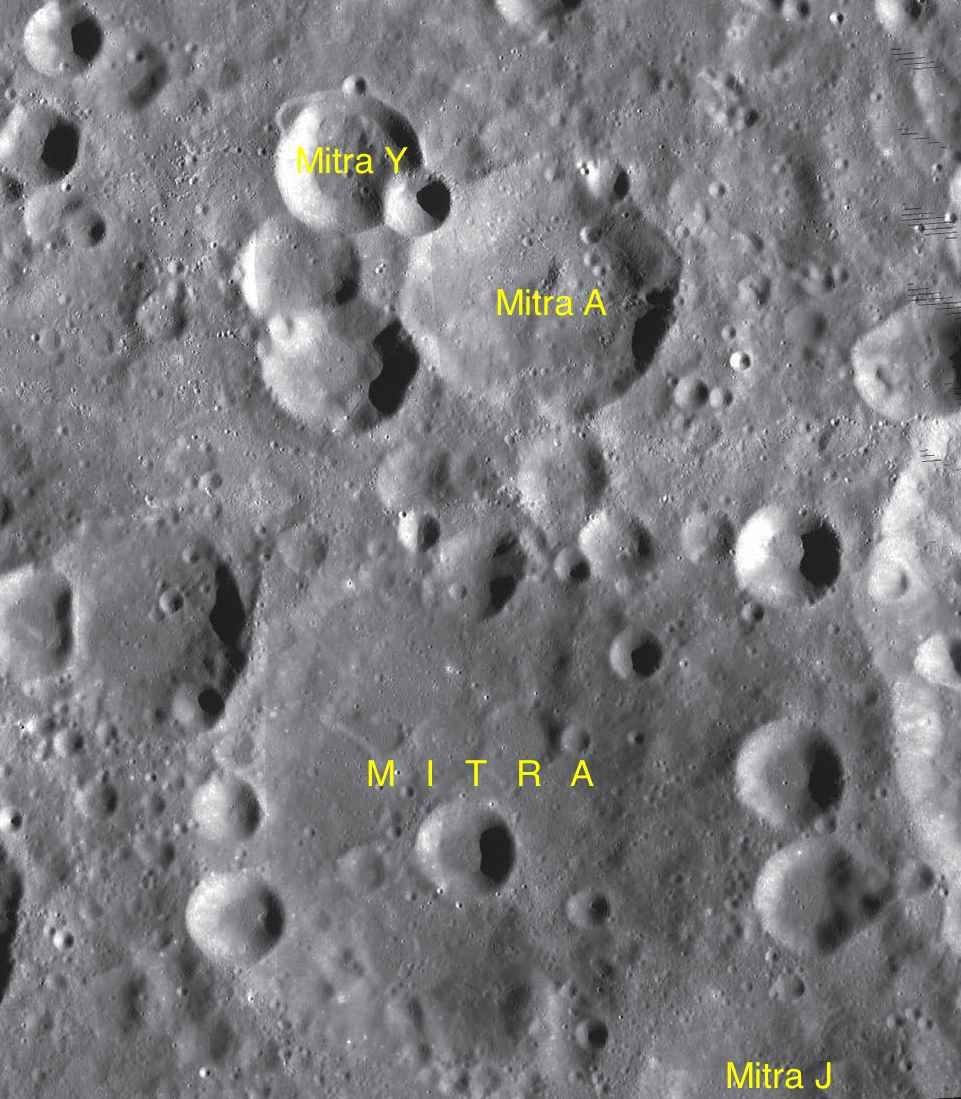
Фрагмент карты LAC-51.

- Образование сателлитного кратера Митра A относится к нектарскому периоду[1].

## См.также
- Список кратеров на Луне
- Лунный кратер
- Морфологический каталог кратеров Луны
- Планетная номенклатура
- Селенография
- Минералогия Луны
- Геология Луны
- Поздняя тяжёлая бомбардировка